# Torneo de las Cuatro Naciones 1893
El Torneo de las Cuatro Naciones de 1893 (Home Nations Championship 1893) fue la 11° edición del principal Torneo del hemisferio norte de rugby.
El campeonato fue ganado por la selección de Gales.

## Clasificación
| Lugar | Selección  | Partidos | Partidos | Partidos  | Partidos | Puntos  | Puntos    | Puntos | Tabla de puntos |
| Lugar | Selección  | Jugados  | Ganados  | Empatados | Perdidos | A favor | En contra | dif.   | Tabla de puntos |
| ----- | ---------- | -------- | -------- | --------- | -------- | ------- | --------- | ------ | --------------- |
| 1     | Gales      | 3        | 3        | 0         | 0        | 23      | 11        | +12    | 6               |
| 2     | Escocia    | 3        | 1        | 1         | 1        | 8       | 9         | -1     | 3               |
| 3     | Inglaterra | 3        | 1        | 0         | 2        | 15      | 20        | -5     | 2               |
| 4     | Irlanda    | 3        | 0        | 1         | 2        | 0       | 6         | -6     | 1               |

## Resultados
| 7 de enero | Gales | 12 - 11 | Inglaterra | Cardiff, |  |

| 4 de febrero | Irlanda | 0 - 4 | Inglaterra | Dublín, |  |

| 4 de febrero | Escocia | 0 - 9 | Gales | Edimburgo, |  |

| 18 de febrero | Irlanda | 0 - 0 | Escocia | Belfast, |  |

| 4 de marzo | Inglaterra | 0 - 8 | Escocia | Leeds, |  |

| 11 de marzo | Gales | 2 - 0 | Irlanda | Llanelli, |  |

## Premios especiales
- Triple Corona:  Gales
- Copa Calcuta:  Escocia